# کنیچی فوکویی
کنیچی فوکویی (به ژاپنی: 福井 謙) (زادهٔ ۴ اکتبر ۱۹۱۸ – درگذشتهٔ ۹ ژانویه ۱۹۹۸) شیمیدان ژاپنی بود که در سال ۱۹۸۱ به همراه رولد هافمن جایزهٔ نوبل شیمی را دریافت کرد. هر یک از آن‌ها سهمی از این جایزه را برای تحقیقات جداگانهٔ خود بر روی سازوکار واکنش‌های شیمیایی دریافت کردند.

## جوانی
فوکویی بزرگترین فرزند پسر ریوکیچی فوکویی بازرگان بود. وی در میان سال‌های دانش آموزی، ۱۹۳۸ تا ۱۹۴۱ به مکانیک کوانتوم و معادلهٔ مشهور شرودینگر گرایش پیدا کرده بود. همچنین او این باور را در خود پرورش داده بود که کامیابی در دانش بدست نمی‌آید مگر از میان بخش‌هایی از دانش که به ظاهر ارتباطی با هم ندارند و ما انتظارشان را نداریم.
او در خودزندگی‌نامه اش که بوسیلهٔ بنیاد نوبل چاپ شد، گفته‌است که «در دوران دبیرستان شیمی رشتهٔ مورد علاقهٔ من نبود؛ ولی بزرگترین رویدادی که در زندگی تحصیلی من رخ داد، هنگامی بود که پدرم از ژنی-ایتسو کیتا، استاد دانشگاه کیوتو خواست تا من را برای آینده راهنمایی کند. » به سفارش کیتا، یکی از دوستان فوکویی بزرگ، کنیچی جوان را به دپارتمان صنعتی شیمی راهنمایی کرد و از آن پس بود که او به این بخش علاقه‌مند شد.

### کار
فوکویی از سال ۱۹۵۱ تا ۱۹۸۲ استاد دانشگاه کیوتو بود. وی پس از آن از سال ۱۹۸۲ تا ۱۹۸۸ سرپرست مؤسسهٔ فناوری کیوتو و عضو آکادمی بین‌المللی دانش مولکولی کوانتوم و عضو افتخاری آکادمی بین‌المللی دانش بود.

## فهرست کتاب‌های فوکویی به انگلیسی
- Theory of orientation and stereoselection (1975)
- An Einstein dictionary, Greenwood Press, Westport, CT, by Sachi Sri Kantha ; foreword contributed by Kenichi Fukui (1996)
- Frontier orbitals and reaction paths: selected papers of Kenichi Fukui(1997)
- The science and technology of carbon nanotubes edited by Kazuyoshi Tanaka, Tokio Yamabe, Kenichi Fukui(199۹)